# Ralph J. Cicerone
Ralph John Cicerone (New Castle, 1943 - 2016) fue un ingeniero y científico atmosférico estadounidense, fue rector de la Universidad de California en Irvine y presidente de la Academia Nacional de Ciencias de Estados Unidos.

## Biografía
Cicerone nació en New Castle, Pensilvania. Se graduó en el Instituto de Tecnología de Massachusetts con el título en Ingeniería Eléctrica, obtuvo su maestría y doctorado de la Universidad de Illinois. Se incorporó a la Universidad de Míchigan como investigador científico, más tarde como catedrático en ingeniería eléctrica e informática. En 1978 se trasladó a la Institución Scripps de Oceanografía en la Universidad de California en San Diego como investigador en química. Fue nombrado científico senior y director de la División de Química Atmosférica en el Centro Nacional de Investigación Atmosférica en Boulder, Colorado en 1980. Ocupó este cargo hasta 1989, cuando se incorporó a la Universidad de California, Irvine fue profesor de Ciencia del Sistema Tierra y presidió el departamento de Ciencia del Sistema Tierra desde 1989 hasta 1994, cuando se convirtió en decano de Ciencias Físicas. En 1998 se convirtió en Canciller de la Universidad de California en Irvine, y sirvió en esa posición hasta 2005, cuando asumió la Presidencia de la Academia Nacional de Ciencias. Cicerone actualmente ostenta los títulos canciller emérito y profesor emérito de Ciencia del Sistema Tierra.

## Algunas publicaciones
- ralph j. Cicerone. 2006. Finding Climate Change and Being Useful. John H. Chafee memorial lecture on science and the environment. Editor Nat. Council for Sci. and the Environment, 29 pp. ISBN 0978519000

- 1984, albert j. Fleig Nimbus 7 special issue: Scientific results. Edición reimpresa d Am. Geophysical Union, 414 pp.

- 1983, Nonurban Troposphere Composition Symposium. J. of geophysical research: Oceans and atmospheres 88. Editor Am. Geophysical Union, 379 pp.

## Premios y reconocimientos
Cicerone fue reconocido con la postulación al Premio Nobel de Química de 1995, que fue otorgado a su colega F. Sherwood Rowland. Cicerone fue también el ganador de 1999 para el Premio de Bower y el Premio por logros en ciencias. La Unión Geofísica de Estados Unidos le concedió su Medalla Roger Revelle de 2002, y el Consejo Cultural Mundial lo honró con el Premio Mundial de la Ciencia Albert Einstein del 2004. Cicerone ha presentado testimonio a invitación del Senado de los EE. UU. y de la Cámara de Representantes en varias ocasiones.
Cicerone es también un miembro de la Junta Consultiva del Festival de Ciencia e Ingeniería de EE. UU.